# Djeebbana jezik
Djeebbana jezik (SO 639-3: djj), jezik plemena Gunavidji sa zapada Arnhemove zemlje na sjeveru Australije. Govori ga oko 100 ljudi, a pripadnici plemena služe se i nekim drugim susjednim jezicima kao što je Gunwinggu [gup].
Zajedno s jezicima burarra [bvr], guragone [gge] i nakara [nck] čini burarransku podskupinu porodice gunwinggu.

## Vanjske poveznice
- Ethnologue (14th)
- Ethnologue (15th)